# Wojsiłka zwyczajna
Wojsiłka zwyczajna (Panorpa vulgaris) – gatunek owada z rzędu wojsiłek, blisko spokrewniony z wojsiłką pospolitą (gatunki siostrzane), występujący w Europie (w tym w Polsce) i Azji.

## Taksonomia
Takson został opisany w dziele Insekten der Schweiz, die vorzueglichsten Gattungen je durch eine Art bildlich dargestellt autorstwa Ludwiga Imhoffa (tekst) i Jonasa Davida Labrama, które było wydawane od 1836 do 1845 roku w częściach. Opis omawianego gatunku opublikowano prawdopodobnie w 1838 roku, dlatego taką datę przyjmują Rainer Willmann (1977) i Christoph Saure (2003). Takson opisano przypadkowo, gdyż autorzy scharakteryzowali nowy gatunek, myśląc, że mają do czynienia z wojsiłką pospolitą (Panorpa communis), opisaną przez Linneusza (pomimo odmiennego wyglądu skrzydeł); podali jednak niewłaściwą nazwę, ustanawiając tym samym nieświadomie nowy takson: zamiast Panorpa communis zapisali Panorpa vulgaris – słowo użyte jako epitet gatunkowy ma bardzo zbliżone znaczenie. Późniejsi inni badacze opisywali wojsiłkę zwyczajną jako odrębny gatunek bądź odmianę lub podgatunek wojsiłki pospolitej. Przez lata takson był uznawany jednak za synonim wojsiłki pospolitej (Panorpa communis). Został jednak uznany za odrębny gatunek siostrzany (bliskie pokrewieństwo genetyczne) wojsiłki pospolitej z uwagi na izolację rozrodczą (dokonano niepomyślnych prób krzyżowania) i różnice morfologiczne (m.in. wzór na skrzydłach); gatunki te różnią się również upodobaniami siedliskowymi, co wykazały badania Klausa Petera Sauera i Reinhild Hensle opublikowane w 1975 roku. Pomimo tego takson ten nadal bywa podawany jako synonim wojsiłki pospolitej.

## Morfologia
Silnie nakrapiane skrzydła, obecna duża plamka bazalna, rozciągająca się od żyłki medialnej do kubitalnej (Cu2), szerokie pasmo submedialne, ciągłe lub przerwane na poziomie żyłki medialnej, szeroka plamka brzeżna, opaska pterostygmatyczna na ogół kompletna, w kształcie litery Y. Plamka apikalna pod opaską pterotygmatyczną bywa zwężona i odizolowana.

## Rozmieszczenie geograficzne
Zasięg geograficzny gatunku został określony przez Wolfganga Dorowa jako przypuszczalnie eurosyberyjski, notowany w Polsce, m.in. w Warszawie.

## Biologia i ekologia

### Rozmnażanie
Stosunek ilościowy samców do samic jest względnie równy. Podczas zalotów odbywających się o różnych porach dnia dochodzi do czterech odmiennych ruchów skrzydłami, rola tych zachowań nie została dotychczas poznana. Samice prawdopodobnie nie dokonują szczególnego wyboru samców przed kopulacją. Samica składa przeciętnie 494 jaja. W jednym roku rozwijają się dwa pokolenia, zazwyczaj bez diapauzy.

### Środowisko
Gatunek kserofilny i termofilny. Wojsiłka zwyczajna występuje na łąkowych obrzeżach lasów, preferuje stanowiska suche, słoneczne i ciepłe. Bywa spotykany w środowiskach miejskich, parkach i osiedlach.

### Pożywienie
Podobnie do innych wojsiłek, wojsiłka zwyczajna odżywia się padliną (rzadko atakuje i zjada żywe owady), pobiera także spadź i spija nektar z kwiatów.